# John Dean

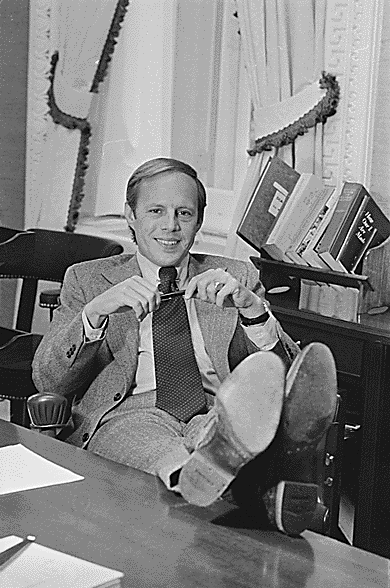
John Dean op 7 mei 1972

John Wesley Dean III (Akron (Ohio), 14 oktober 1938) is een voormalig lid van de raad van de White House Counsel, tijdens het presidentschap van Richard Nixon. Zo raakte hij sterk betrokken bij de gebeurtenissen die leidden tot de Watergate-inbraken en het aansluitende Watergateschandaal. Hij wordt vaak een meesterbrein achter de doofpotaffaire rondom de inbraken genoemd. Het feit dat hij wilde getuigen in de daaropvolgende rechtszaken maakte dat hij een verminderde gevangenisstraf kreeg.
Dean werd vervolgens schrijver, columnist en commentator.

## Biografie

### Jonge jaren en carrière
Dean studeerde aan de Colgate-universiteit, waar hij vooral Engelse literatuur studeerde. Vervolgens ging hij naar het College van Wooster, waar hij in 1961 een bachelorgraad haalde in politicologie. Hij ontving in 1965 een Juris Doctor van de Universiteit van Georgetown. Na te zijn afgestudeerd, ging hij werken voor een advocatenkantoor in Washington.
Dean werd lid van de republikeinse fractie in het Huis van Afgevaardigden. Hij hielp in 1968 Nixon met diens campagne voor het presidentschap, door o.a. artikelen te schrijven over misdaad. In juli 1970 werd hij opgenomen in de raad van de president.

### Watergateschandaal
Op 28 februari 1973 getuigde L. Patrick Gray voor de Senate Judiciary Committee over zijn benoeming om J. Edgar Hoover te vervangen als directeur van de FBI. Gewapend met een krantenartikel over het Watergateschandaal beweerde hij dat het Witte Huis FBI-dossiers over het schandaal bezat. Op de vraag van voorzitter Sam Ervin hoe hij dit wist, zei Gray dat hij Dean de stukken had gegeven en met hem erover had gesproken. Hierdoor werd Dean direct gekoppeld aan de doofpotaffaire rondom het schandaal.
Op 23 maart werden de Watergate-inbrekers veroordeeld. Dean huurde een officier van justitie in en begon op 6 april samen te werken met de onderzoekers van de inbraken.
Op 23 april verzocht Nixon Dean om een rapport op te stellen over alles wat hij wist over de Watergatezaak. Hij liet hem naar Camp David komen voor deze taak. Dean voelde al aankomen dat hij mogelijk een soort zondebok zou worden voor de hele zaak en voltooide zijn rapport niet. Nixon ontsloeg Dean op 30 april.
Op 25 juni begon Dean met zijn getuigenis tegenover de Senate Watergate Committee. Hij was de eerste regeringsofficial die Nixon beschuldigde van directe betrokkenheid bij Watergate. Hij kon dit echter niet met bewijzen onderbouwen en Nixon ontkende alles. Pas nadat telefoontaps die in het geheim waren opgenomen in het Witte Huis openbaar werden gemaakt, kwam het bewijs dat Dean gelijk had. Hij trad ook op als getuige bij andere rechtszaken omtrent Watergate, waaronder die tegen Mitchell, Haldeman, Ehrlichman, Robert Mardian en Kenneth Parkinson.
Dean pleitte schuld tegenover rechter John Sirica gedurende de Watergate-rechtszaak op 30 november 1973. Hij gaf toe geld te hebben gegeven aan de Watergate-inbrekers, vooral aan E. Howard Hunt en onthulde het bestaan van Nixons lijst van vijanden. Dean werd veroordeeld tot een gevangenisstraf van minstens één jaar en maximum vier jaar. Hij zat zijn gevangenisstraf grotendeels uit in Fort Holabird.
Op 8 januari 1975 slaagde Deans advocaat erin strafvermindering te krijgen voor Dean. Wel werd Dean verboden ooit nog advocatenwerk te doen.

### Leven na Watergate

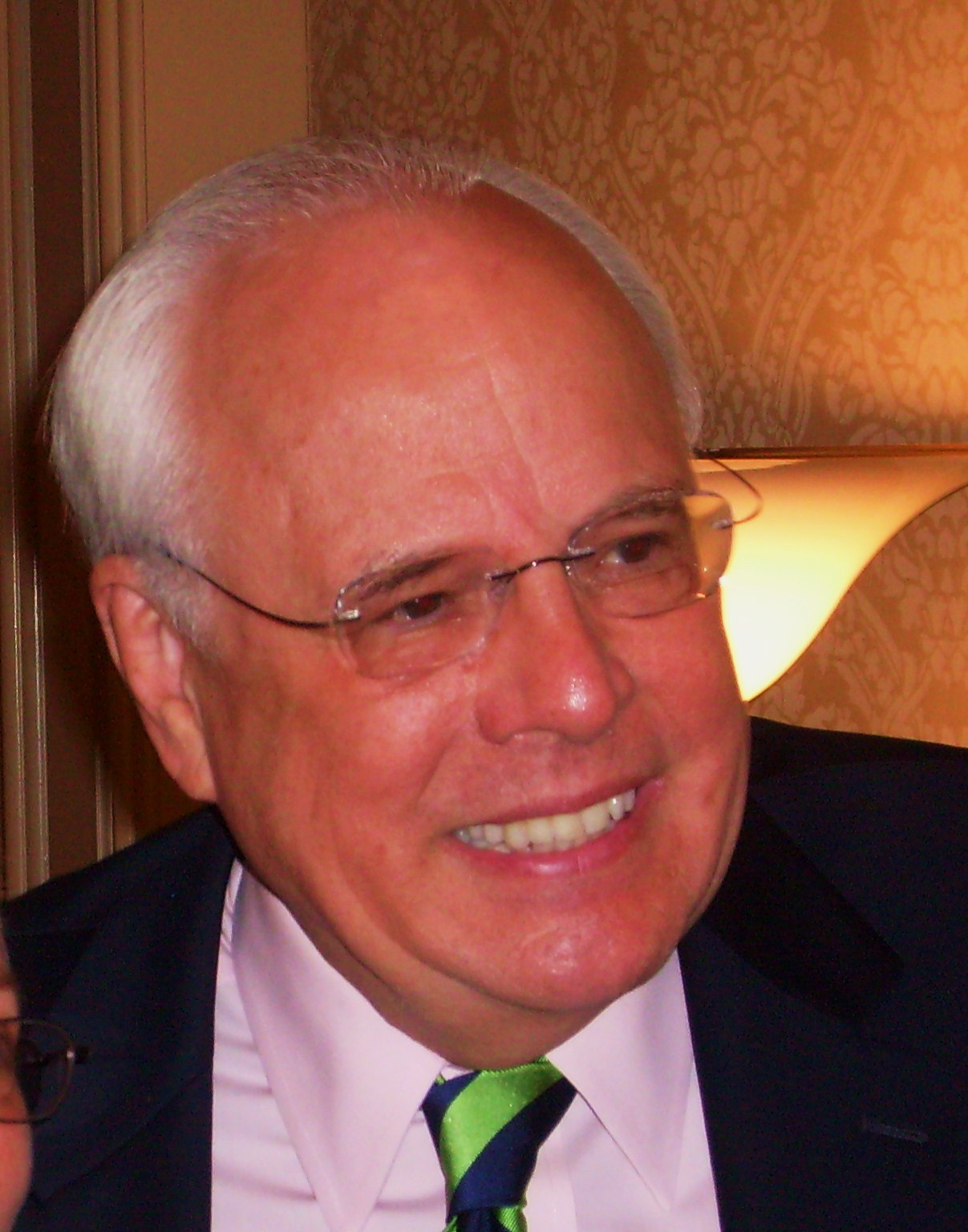
John Dean in 2008

Dean werd na zijn terugtrekking uit de politiek een schrijver en columnist voor FindLaws Writ online tijdschrift.
Dean schreef in zijn memoirs Blind Ambition en Lost Honor uitgebreid over de Watergatezaak.
In 1992 spande Dean een rechtszaak aan tegen Len Colodny en Robert Gettlin, die in hun boek Silent Coup Dean als meesterbrein achter de Watergate-inbraken aanwezen.
Dean is een vaste gast in de shows Countdown with Keith Olbermann en de Randi Rhodes Show. Ook treedt hij op als commentator bij CNN, zoals bijvoorbeeld bij de afzettingsprocedure tegen Donald Trump.

## Boeken
- Dean, John W. (1976). Blind Ambition: The White House Years. Simon and Schuster. ISBN 0671224387.
- Dean, John W. (1982). Lost Honor. Stratford Press. ISBN 0-936906-15-4.
- Dean, John W. (2001). The Rehnquist Choice: The Untold Story of the Nixon Appointment that Redefined the Supreme Court. Free Press. ISBN 0-7432-2607-0.
- Dean, John W. (2002). Unmasking Deep Throat. Salon.com. ISBN 0-9721874-1-3.
- Dean, John W.; Schlesinger, Arthur M. (2004). Warren G. Harding (The American Presidents). Times Books. ISBN 0-8050-6956-9.
- Dean, John W. (2004). Worse than Watergate: The Secret Presidency of George W. Bush. Little, Brown. ISBN 0-316-00023-X.
- Dean, John W. (2006). Conservatives without Conscience. Viking Adult. ISBN 0-670-03774-5.
- Dean, John W. (2007). Broken Government: How Republican Rule Destroyed the Legislative, Executive and Judicial Branches. Viking Adult. ISBN 0-670-01820-1.
- Dean, John W.; Goldwater, Barry M., Jr. (2008). Pure Goldwater. Palgrave Macmillan. ISBN 1403977410.